# オーストリア自由党
オーストリア自由党（オーストリアじゆうとう、ドイツ語: Freiheitliche Partei Österreichs、略称：FPÖ）は、オーストリアの政党である。独立連盟を前身とする 極右政党で、ポピュリズム・欧州懐疑主義・反移民・反ムスリムを掲げる。

## 概要
「自由党」を名乗るが、自由主義政党というよりも、極右ポピュリズム政党、ドイツ民族至上主義政党の性格が強い。これは、同党が第一共和国時代において「ドイツ民族主義派」と呼ばれた「農民同盟」・「大ドイツ人党」・「護国団」などの大ドイツ主義的な小政党の連合体に由来するところが大きい。ドイツ民族主義派は、ナチスとは民族主義では共通するものの、その政治思想からむしろ競合関係にあったが、アンシュルスの過程においてある部分はナチスに合流し、ある部分は弾圧を受けた。戦後、大ドイツ主義派が合同して再建を目指す動きがあったものの、ドイツ民族主義そのものへの世論の反感や連合国側の警戒から合同に成功したのは1956年の事であり、旧ナチス関係者からオーストリア社会党と連立政権を組むオーストリア国民党に反発する自由主義的な保守層までを内含した政党として発足した。現在の自由党の政策の中にも、出入国管理強化やより厳格な法の執行、家族を保護するための基金の創設などに右派政党としての性格が現れている。
現在の党綱領「オーストリア第一」は2011年6月20日にグラーツで発表された。それ以前の1990年代末、当時自由党内にいたエワルド・シュタッドラー（2007年からオーストリア未来同盟BZÖに所属）によってまとめられた党の原則があった。そこではキリスト教に対する堅固な信頼が語られていた。副党首ノルベルト・ホーファーによって作成された2011年新綱領において、「我々の故郷オーストリア」への郷土愛が明白に語られ、ドイツ語を話す民族と文化共同体への帰属が読み取ることが出来る。オーストリア各地に歴史の中で定住したブルゲンラント・クロアチア人、スロベニア人、ハンガリー人、チェコ人、ロマ等の少数民族をオーストリアに統合された構成要素とみなしている。加えて、オーストリア自由党（FPÖ）は自由な諸民族からなる欧州の擁護者であると言い表している。歴史の中でオーストリアに定住した諸民族と元来の民族（ドイツ人）集団によって形成されている祖国オーストリアの民も欧州の一員であるが、人為的均質化をおこなうことを拒否している。

### 欧州政策
オーストリア自由党（FPÖ）は欧州懐疑主義を支持しているとみなされており、補完性原理も支持している。条約改正時における国民投票の実施に賛成し、欧州連合加盟国により大きな自己決定権を与えることを求めている。これに関連して、多文化主義とグローバリゼーションの無理強いと移民の大規模流入によって、多様な欧州の言語と文化を人為的に均質化してしまうことをオーストリア自由党（FPÖ）は強く拒んでいる。欧州段階でトルコとの友好善隣条約を締結することに党は賛成しているが、トルコの欧州連合加盟には反対を表明している。その理由として、文化的にも地理的にもトルコを欧州の一部とはみなすことは出来ないとしている。欧州連合加盟の適格性を判断するコペンハーゲン基準をトルコが満たしていないことも反対理由としている。また、党は北大西洋条約機構（NATO）のような軍事同盟に加盟することに反対している。

### 国内政策と治安政策
オーストリア自由党（FPÖ）は郷土であるオーストリアの守護者と自任しており、国家のアイデンティティと独立性の確立を約束している。オーストリアは元来、移民国家としての原理で形成されていないと理解した上で、ダブリン協定の組み換えと、移民流入の停止、並びに犯罪を行った外国人の無条件国外退去処分を求めている。

### 家族政策
子供たちと生活を共にする夫と妻の共同体が家族とみなされる。伴侶と共に生きる根源的な場のみが家族であるとみなされている。オーストリア自由党は同性婚を許容しない。オーストリアは移民国家ではないという原則に照らし合わせると、受胎調節を伴う家族計画は許されない。女性クオータ制や ジェンダー・メインストリーミングという考え方を、オーストリア自由党は実際存在する、あるいは誤解された男女の差異を是正しようとする優遇措置であると捉えており、個々人において不公正なものであるとして拒絶している。

## 党内構造

### 支持者像と党員
オーストリア自由党（FPÖ）の支持者に関する社会学的分析関して、幾人かの政治学者たちや世論調査研究者たちの見解が明らかにされている。
政治学者アントン・ペリンカによると、オーストリア自由党（FPÖ）の支持者たちは国民保守主義思想に染まっている者たち、社会の現代化とグローバリゼーションの敗者たちから構成されている。現代化の敗者たちは他の者たちよりも極右思想に抵抗感を持たず、とりわけ移民流入に直面した場合は極右思想の影響を受けやすい。ただし、オーストリア未来同盟（BZÖ）との分裂以来、この支持層を獲得するために両党は争っている。
オーストリアの政治学者フリッツ・プラッサーはオーストリア自由党（FPÖ）を核となる部分は支持者の4割程であり、それもイデオロギー的に強固な支持者であるという見解を明らかにしている。支持者の多くは抗議票としてポピュリスト的政治を主張しているオーストリア自由党（FPÖ）に投じているとみなしている。
政治学者ペーター・フリッツマイヤーによると、オーストリア自由党（FPÖ）に投票した支持層において、義務教育学校卒業者の割合がとても高く、徒弟教育修了者と男性の割合も高さが指摘できる。さらに、以前はオーストリア社会民主党（SPÖ）を支持していた労働者階層の一部が支持政党を変更した可能性も考えられる。
オーストリア自由党（FPÖ）は党内において増大しているラディカル勢力とは距離を持っている若い有権者層に集中的に呼びかけをおこなっている。
同様に社会学者で世論調査の研究者であるエバ・ツェグロヴィツは以下の事実を確認した。有権者の教育レベルが高くなるに連れて、オーストリア自由党（FPÖ）への投票割合は少しずつ低下していく。加えて彼女は以下のことを指摘している。若い世代層においても、同じ世代の中で低いレベルの教育を受けた者、あるいは教育程度の低い両親の家庭出身者はオーストリア自由党（FPÖ）への投票する傾向が強い。
2千人を対象にした2010年の世論調査によれば、オーストリア自由党（FPÖ）は旧ユーゴスラビアからの移民が多かった地域で平均以上の27%の支持を得ていた。加えて、この層においてオーストリア社会民主党（SPÖ）に次ぐ支持を党は得ていた。これは党首ハインツ＝クリスティアン・シュトラッヘによるセルビア人に向けた選挙キャンペーンが狙い通りに成功した結果とも言える。
2000年代中頃以降、彼はセルビア正教会において祈祷の際用いるコンボスキニオンを常に手に持ちながら、公式行事に参加し、選挙ポスターにも写っている 。

### ブルシェンシャフト(学生組合)の影響
オーストリア自由党（FPÖ）の多くの党員はかつて在学していた大学の政治的影響を受け、ブルシェンシャフト (学生組合)への加入歴を持っている。オーストリア抵抗運動文書アルヒーフの報告によると、オーストリア国民議会第23期(2006年から2008年)において、オーストリア自由党（FPÖ）所属国民議会議員の21人中10人がメンズーアと呼ばれる決闘行為おこなった学生組合メンバーであり、党幹部であったマルティン・グラーフとノベルト・ネーメトも同様な経歴を有していた。
2017年のオーストリア国民議会選挙で当選したオーストリア自由党（FPÖ）の議員51人中20人(40％)がドイツ・ブルシェンシャフト加盟の学生組合のメンバーである。オーストリア自由党（FPÖ）にいる副党首5人中4人が学生組合出身者である。2017年に発足したセバスティアン・クルツ首相率いる国民党・自由党（FPÖ）連立内閣において、オーストリア自由党（FPÖ）所属の閣僚5人がドイツ・ブルシェンシャフト加盟の学生組合 メンバーである。
ハインツ＝クリスティアン・シュトラッヘ自由党党首の下で、民族主義的学生組合メンバーが党内で大きな影響を得た。なお、自由党（FPÖ）において学生組合出身のはじめての党首として就任したのが右翼政治家として著名なイェルク・ハイダーだった。自由党（FPÖ）連邦指導部のメンバー37人中22人がドイツ・ブルシェンシャフト加盟の学生組合メンバーであり、圧倒的多数派として存在している。
自由党幹部が属している学生組合ウィーナー・ノイシュタット・ブルシェンシャフト＝ゲルマニアの歌集に反ユダヤ主義的歌詞が見つかったことに関して、学生組合の代弁者としての言動が顕在化しているという評論をメーメト・バウマンがノイエ・チュルヒャー・ツァイトゥングに掲載している。ドイツ主義的学生組合の関連で、人種主義的、反ユダヤ主義、ナチス政権時代で語られていたスローガンが確認できるのは事実であるとメーメト・バウマンはみなしている。なぜなら、1848年革命に見られるブルシェンシャフトの自由主義的理想主義によって党の路線が決められていると自由党首ハインツ＝クリスティアン・シュトラッヘは常に明言しているからである。したがって、ブルシェンシャフトとオーストリア自由党（FPÖ）は無関係であるとする最近の見解は完全に間違いである。実際、自由党（FPÖ）はここ数十年において新党員の多くを学生組合メンバーから獲得しており、ハインツ=クリスティアン・シュトラッヘ自身がこの事実をインタヴューで明らかにしている。

## 党の歴史
1986年、ケルンテン州代表であったイェルク・ハイダーが党首に就任する。ハイダーは党内の有力者や自由主義者を党から排除し、党の右傾化を促進した。2000年には国民議会選挙で躍進し、オーストリア国民党と連立政権を組み、ヴォルフガング・シュッセル内閣を組織した。
2005年4月、ハイダーが自由党を離党、新党「オーストリア未来同盟」（BZÖ）を結成した。このとき自由党に所属していた18人の国民議会議員のうち16人がハイダーと行動をともにしており、自由党は分裂によって国民議会での議席を大幅に失ったが、国民議会選挙において2006年に21議席、2008年は34議席、2013年9月では40議席と党勢を回復しつつある。
2015年以降、オーストリア自由党（FPÖ）はブルゲンラント州でハンス・ニースル州首相（SPÖ）の下でオーストリア社会民主党（SPÖ）との連立州政府の一翼を担っている。オーバーエスターライヒ州において、ヨーゼフ・ピューリンガー州首相(ÖVP)の下でオーストリア自由党（FPÖ）と国民党 （ÖVP）の間で政治活動協定を結びプロポルツ州政府（国民党、社会民主党、自由党、緑の党が閣僚を出している）としての構造が存在している。

### オーストリア自由党（FPÖ）の結党
オーストリア自由党（FPÖ）の前身・独立連盟（VdU）は様々な利益集団の連合体であったが、1949年に国民議会選挙に参加した。多くの旧ナチ系団体と同様に、1945年におこなわれた戦後最初のオーストリア国民議会選挙には加わることが出来なかった（参加したのは国民党、社会党、共産党のみ）。農民同盟や大ドイツ民族主義党等のかつてオーストリアに存在していた政党の支持者たちは、オーストリア社会民主党（SPÖ）と国民党（ÖVP）と並ぶ第3陣営を形成しようとした。しかし、党結成に関する陣営内対立が生じ、分裂を繰り返した。

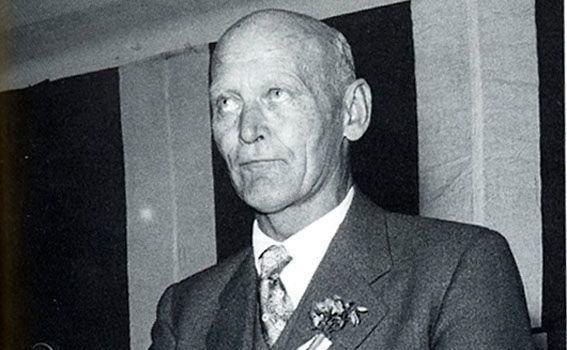
初代党首のライントハラー

内部混乱を経て、1955年11月3日にオーストリア自由党は設立準備会合を開催した。1956年4月7日にウィーンのヨーゼフシュタットで設立党大会を開催した。最初の党首にはアントン・ライントハラーが選出されたが、アンシュルス以前からのナチ党活動家であるばかりかアンシュルス直前のアルトゥル・ザイス＝インクヴァルト内閣では農業大臣を務め併合後にはドイツ第三帝国議会議員・ナチス親衛隊旅団指導者という幹部級の大物だった。この前歴から1950年から1953年まで彼は逮捕拘束されていた。ライントハラーは就任にあたり「国家主義思想の本質において、ドイツ民族の帰属を告白すること以上に重要なことは存在していない」と語った。1966年、当時の党首フリードリヒ・ペーターが党内の国家主義者と自由主義者勢力間のバランスを計ろうとした後で、党内において対立が生じた。この党内調整が党内極右からの批判を招くことになり、とりわけ、ブルシェンシャフト（伝統的学生組合）勢力の離反し、その結果、オーストリア国家民主党（1967–1988）という極右政党が生まれた。なお、このオーストリア国家民主党（NDP）は国家社会主義（ナチズム）の再興を図ったとして、1988年に解散を命じられた。
オーストリア自由党（FPÖ）は長い間、国民議会選挙で6％程度を得るにとどまり、前身の独立者連盟（VdU）時代よりも低迷していた。しかし、二大政党による勢力均衡状況を議会で維持出来るようにオーストリア社会民主党（SPÖ）とオーストリア国民党（ÖVP）にも取り入った中間派的存在であった。1970年、武装親衛隊中尉の経歴を持つ党首フリードリヒ・ペーターの下で、オーストリア自由党（FPÖ）はオーストリア社会民主党（SPÖ）のブルーノ・クライスキー暫定少数派内閣を支持した。1971年の国民議会選挙でオーストリア社会民主党（SPÖ）が単独過半数を確保し、ブルーノ・クライスキーの政権基盤が固まった。オーストリア社会民主党（SPÖ）への不自然な支持の代償として、オーストリア自由党より規模の小さな政党を不利にする新選挙法を成立させた。
1980年の党大会において、ノベルト・シュテーガーが率いる党内自由主義勢力が僅差で勝利した。約5%という最低の投票率を記録した1983年の国民議会選挙の後で、社会民主党と自由党の連立内閣が成立した。党首ノベルト・シュテーガーは副首相としてフレート・ジノヴァツ連立政権に加わった。ノベルト・シュテーガーは自由主義勢力という印象を得ようと尽力し、新しい支持層の獲得に努めた。
オーストリア自由党（FPÖ）は1983年の政権参加以降も汎ゲルマン主義、オーストリア特有のドイツ民族主義という根源にこだわり続けた。国防相フリートヘルム・フリシェンシュラーガーも法務相ハラルド・オフナーもドイツ民族主義的発言を続けた。
1985年、戦犯としてイタリアで長年服役していたナチス親衛隊少佐のヴァルター・レーダーが釈放され、母国オーストリアへ帰国した際、自由党出身のフリシェンシュラーガー国防相は握手で歓迎した。オーストリア自由党（FPÖ）大学生組織の全国代表という経歴を持ち、1967年にオーストリア自由党から分裂して極右政党オーストリア国家民主党（NDP）を設立したメンバーの一人だったノベルト・ブルガーは、法務相ハラルド・オフナーを以下のように評した。「我々の世界観に関して法務相ハラルド・オフナーとは全く違いはない。なぜなら、彼は隠れオーストリア国家民主党（NDP）党員ではなく、真のドイツ人だからである」とブルガーは語った。

### イェルク・ハイダーによる右傾化加速

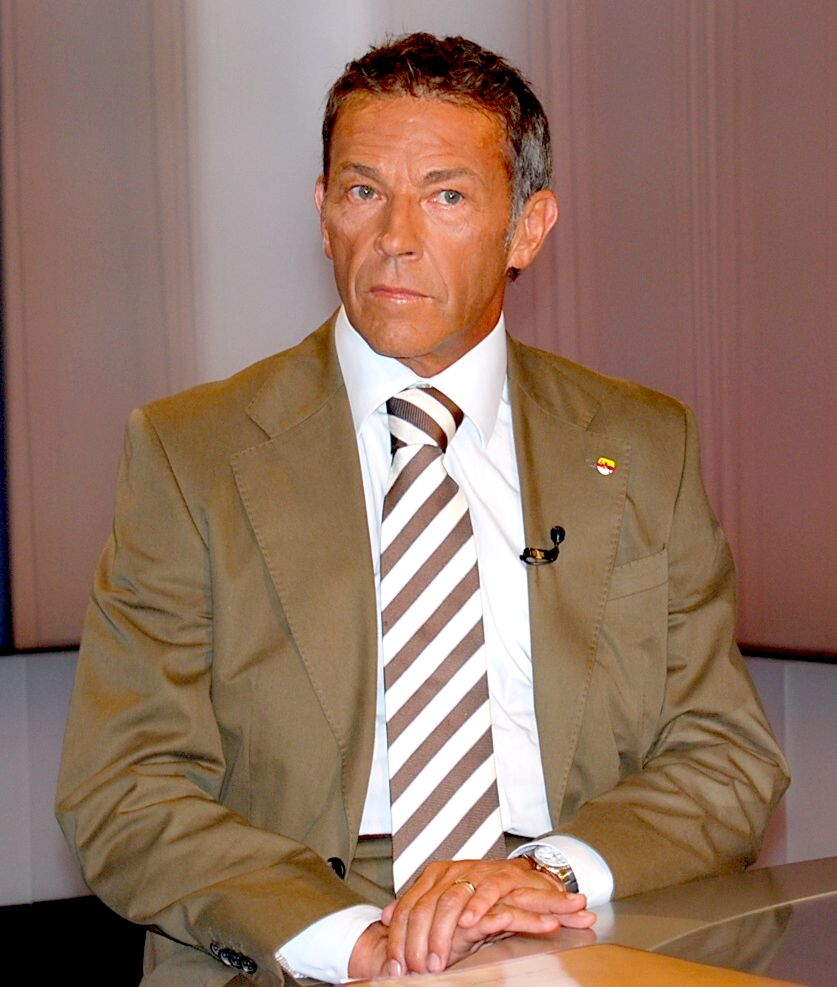
イェルク・ハイダーFPÖ 党首(1986年‐2000年)

1986年、チロル州の州都インスブルックで開催された党大会での決選投票において僅差で勝利し、イェルク・ハイダーはオーストリア自由党（FPÖ）の主導権を握った。その結果、フランツ・フラニツキー首相（オーストリア社会民主党）が率いるとオーストリア自由党との連立政権は終了することになった。
オーストリア自由党（FPÖ）には大学生組合を中心とする以前からの支持層が存在していたが、ハイダーは新たな支持層を加えようとした。とりわけ、伝統的に社会主義的な傾向を持つ労働者階級から、新たな支持層を得ようとした。多くの手段とスローガンを用いて、ハイダーは新たな支持層を加えることに成功したが、オーストリア内外において自由党はより厳しい批判にさらされた。直接民主主義的手法を彼は好んでおり、外国人敵視的、人種主義的スローガン、とりわけ、ナチス政権に関する彼の肯定的発言によって、ハイダーは右派ポピュリスト、デマゴーグという評判をもたらした。1991年、彼はナチス政権の相対化を行い、党を極右主義の方向にイデオロギー的に引っ張る中心的人物であると評価された。その経過において、党の中心を右派ラディカルからネオナチ系の人物で埋めていった。
オーストリア自由党（FPÖ）の「オーストリア第一」を掲げた右傾化路線は、1993年になって最初の党分裂を招いた。　ハイデ・シュミットら5人の議員がイェルク・ハイダーとの論争後、党との関係を断ち、新党「自由フォーラム」を立ち上げた。党内自由主義派がマージナル化したことで、ドイツ民族主義派、右派ラディカル派の勢いが強められた。
新党の自由フォーラムは1999年まで国民議会に議員を出していた。リベラル派の離党によって、オーストリア自由党（FPÖ）は1993年に自由主義（リベラリズム）政党の国際組織自由主義インターナショナルから離脱した。この自発的離脱によって、国際組織から除名される不名誉な事態から党を守った。

### 政権政党に飛躍と下野
1993年の党分裂に関わらず、オーストリア自由党（FPÖ）は野党として驚くべき躍進を遂げ、1999年の国民議会選挙で26,9 %の得票率を得て第2党になった。2000年にはオーストリア国民党とオーストリア自由党（FPÖ）の連立政権が成立し、ヴォルフガング・シュッセル首相率いる内閣に加わった。自由党（FPÖ）のスザンネ・ライス＝パッサーが副首相として入閣した。
極右政党であると見られたオーストリア自由党（FPÖ）の政権参加は激しい批判を招いた。党内を含めたオーストリア国内において批判が巻き起こっただけでなく、対外的にも猛烈な批判を浴び、欧州連合（EU）諸国はオーストリア連立政権に対して制裁措置を発動するに及んだ。さらに、オーストリア自由党（FPÖ）には閣僚としての適性を持つ人材が少ないことが明らかになり、エリザベート・シックル、ミヒャエル・クリューガー、ミヒャエル・シュミットら閣僚に就任した政治家たちが個人の能力不足で短時間で交代することになった。連立政権に入った中庸なグループと党内にいるイェルク・ハイダーの支持者たちの間で、調停不可能な深刻な対立が起きたために、2002年秋に、閣僚であったカール・ハインツ・グラッサーとペーター・ヴェステンターラーが辞職し、新たな政治家を閣僚に選任することになった。2002年にはインターネットサービスプロバイダ企業が不祥事を起こし、オーストリア自由党（FPÖ）は一年間を通して経済スキャンダルに巻き込まれた。2005年には再び下野した。

#### 躍進
中道右派のオーストリア国民党と中道左派のオーストリア社会民主党による大連立政権が難民への対応などを巡って崩壊していた。そのため、2017年10月に前倒しで下院選挙が実施された。選挙前の各種世論調査で中道右派の国民党は33-34％の支持率でトップ。難民危機後に一貫性のない難民政策を批判されて辞任したヴェルナー・ファイマンの代わりにオーストリア鉄道の前社長から2016年5月に新たに就任していたクリスティアン・ケルン 首相が所属する中道左派のオーストリア社民党の22-27％の支持率に、第3勢力としてオーストリア自由党が24-27％で第2党に激しく迫る世論調査結果だった。オーストリア自由党伸長の背景として、オーストリアが数多くの難民・移民の西欧・北欧の先進国を目指す際の経由地となったことで、オーストリア国民の抱いた不満を吸収していたことだった。自由党は、その後しばらく政党支持率で長らく首位を維持していたが、中道右派のオーストリア国民党は2017年5月に難民にも強硬姿勢をとる31歳と若いセバスチャン・クルツ外相を党首にすることで支持率首位を取り戻していた。2017年10月15日に行われたオーストリアの下院である国民議会選挙にて与党として連立政権を率いていた中道左派のオーストリア社会民主党が26.8％に、セバスチャン・クルツ外務大臣が率いている中道右派の国民党が難民受け入れ反対をオーストリア自由党の支持層に訴えることで31.5％の票を獲得して勝利した。2015年の難民危機後に支持を高めた反移民・反イスラムのオーストリア自由党は第三党だったが26.0％の得票で社会民主党に僅差の結果であった。躍進が後退した背景として、中道右派の国民党がオーストリア国民に圧倒的人気であるクルツ外相を党首に就任させたことと国民党の移民政策の厳格化を受けて選挙戦終盤に国民党に支持を奪われた。しかし、前回選挙から6％ポイント近くも得票率を増やしたことと、2大政党で中道左派政党である社会民主党に僅差の得票を獲得したことなどから以前より躍進したと評された。12月15日に国民党のセバスティアン・クルツ党首を首相、自由党のハインツ＝クリスティアン・シュトラッヘ党首が副首相に就任させることで連立政権を成立させることが決まった。
2019年5月にシュトラッヘが自身の不正疑惑の報道を受け党首、副首相からの辞任を表明。これに伴い自由党は国民党との連立政権を解消した。シュトラッヘの後任にはノルベルト・ホーファーが就任し、5月27日に採決された野党・社会民主党提出の内閣不信任決議案に自由党も賛成に回ることを決めた。このため不信任決議が可決され、クルツは首相を失職することとなった。これがオーストリアで第2次世界大戦後以降初めての内閣不信任可決となった。
2019年オーストリア国民議会選挙では、20議席を失う大敗を喫し、31議席を有する第3党になった。同年10月23日、フィリッパ・シュトラッヘが自由党から除名され、30議席となった。
2024年に行われた国民議会選挙にて過去最多の28.8％の得票を獲得し、過半数には届かなかったものの57議席を有する議会第1党となった。

## 選挙結果

### 1956年以降の国民議会選挙結果

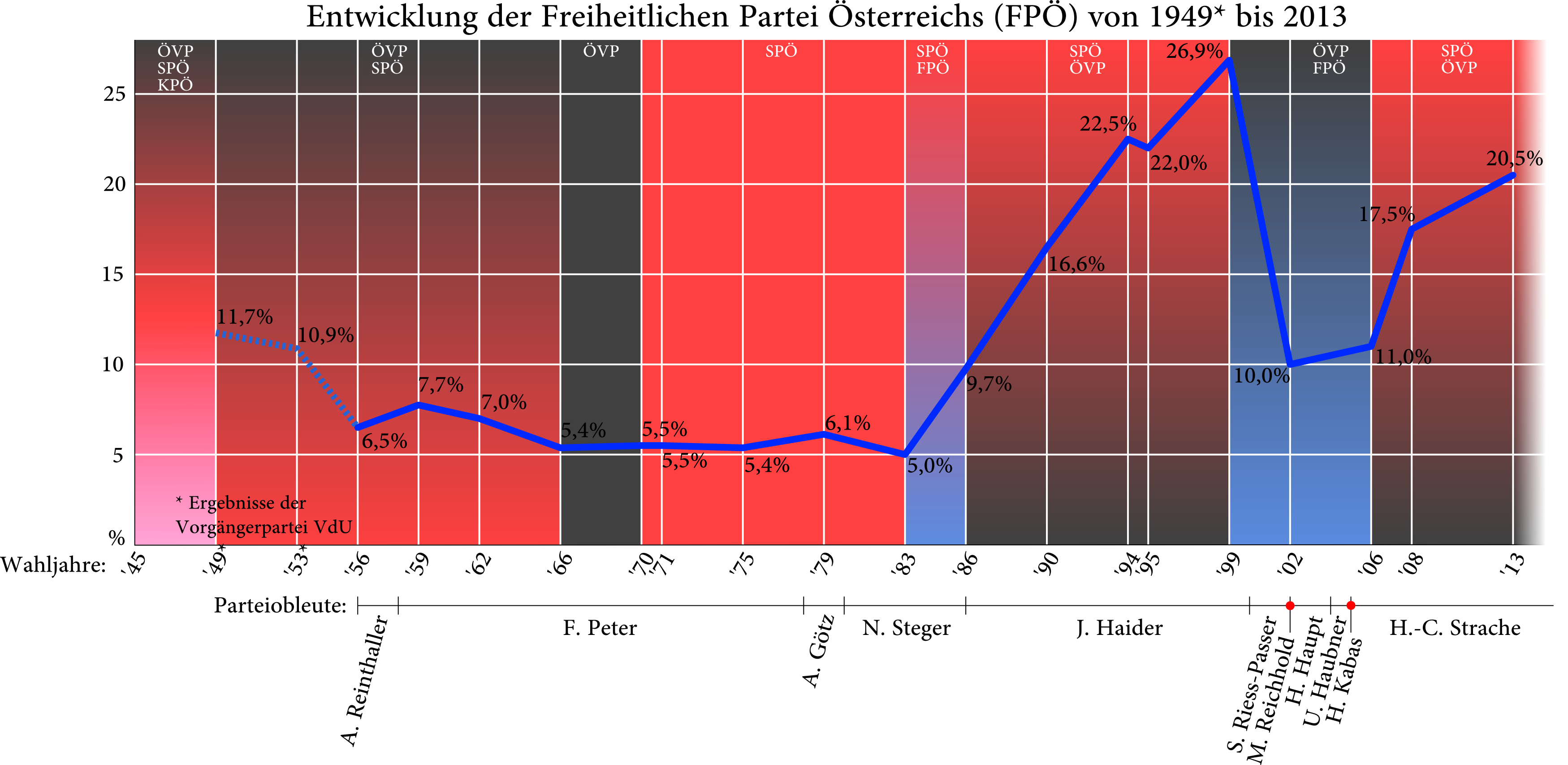
1949年から2013年までの選挙結果,組閣形態

| 選挙年 | 得票数    | 得票率  | 議席数 |
| ------ | --------- | ------- | ------ |
| 1956年 | 283,749   | 6.52 %  | 6      |
| 1959年 | 336,110   | 7.70 %  | 8      |
| 1962年 | 313,895   | 7.04 %  | 8      |
| 1966年 | 242,570   | 5.35 %  | 6      |
| 1970年 | 253,425   | 5.52 %  | 6      |
| 1971年 | 248,473   | 5.45 %  | 10     |
| 1975年 | 249,444   | 5.41 %  | 10     |
| 1979年 | 286,743   | 6.06 %  | 11     |
| 1983年 | 241,789   | 4.98 %  | 12     |
| 1986年 | 472,205   | 9.73 %  | 18     |
| 1990年 | 782,648   | 16.64 % | 33     |
| 1994年 | 1,042,332 | 22.50 % | 42     |
| 1995年 | 1,060,377 | 21.89 % | 41     |
| 1999年 | 1,244,087 | 26.91 % | 52     |
| 2002年 | 491,328   | 10.01 % | 18     |
| 2006年 | 519,598   | 11.03 % | 21     |
| 2008年 | 857,029   | 17.54 % | 34     |
| 2013年 | 958,295   | 20.51 % | 40     |
| 2017年 | 1,316,442 | 25.97 % | 51     |
| 2019年 | 772,666   | 16.17 % | 31     |
| 2024年 | 1,408,514 | 28.85 % | 57     |

### オーストリア州議会選挙における最新得票率

自由党が州首相を輩出している州(ダークブルー)。自由党が州首相を輩出していないが与党である州(ブルー)。自由党が野党である州（ライトブルー）

| 州                       | 年   | 得票数  | %         | 議席数  | ±  | 政府          |
| ------------------------ | ---- | ------- | --------- | ------- | -- | ------------- |
| ブルゲンラント州         | 2025 | 45,110  | 23.1 (#2) | 9 / 36  | 5  | 野党          |
| ケルンテン州             | 2023 | 74,329  | 24.5 (#2) | 9 / 36  | 0  | 野党          |
| ニーダーエスターライヒ州 | 2023 | 217,511 | 24.2 (#2) | 16 / 56 | 6  | 国民党–自由党 |
| ザルツブルク州           | 2023 | 69,310  | 25.7 (#2) | 10 / 36 | 3  | 国民党–自由党 |
| シュタイアーマルク州     | 2024 | 230,282 | 34.8 (#1) | 17 / 48 | 9  | 自由党–国民党 |
| チロル州                 | 2022 | 64,683  | 18.8 (#2) | 7 / 36  | 2  | 野党          |
| オーバーエスターライヒ州 | 2021 | 159,692 | 19.8 (#2) | 11 / 56 | 7  | 国民党–自由党 |
| ウィーン                 | 2020 | 51,603  | 7.1 (#5)  | 8 / 100 | 26 | 野党          |
| フォアアールベルク州     | 2024 | 50,151  | 28.2 (#2) | 11 / 36 | 6  | 国民党–自由党 |

### 1996年以降の欧州議会選挙得票率
| 選挙年 | 得票数    | 得票率  | 獲得議席数 |
| ------ | --------- | ------- | ---------- |
| 1996年 | 1,044,604 | 27.53 % | 6          |
| 1999年 | 655,519   | 23.40 % | 5          |
| 2004年 | 157,722   | 6.31 %  | 1          |
| 2009年 | 364,207   | 12.70 % | 2          |
| 2014年 | 556,835   | 19.72 % | 4          |
| 2019年 | 650,114   | 17.20 % | 3          |
| 2024年 | 872,304   | 25.73 % | 6          |